# Gran Croacia

Máxima extensión de las tierras reclamadas por quienes abogan por una Gran Croacia.

La Gran Croacia (en croata: Velika Hrvatska) es un término aplicado a ciertas ramas del nacionalismo croata. El término ha sido una plataforma para el nacionalismo croata durante la mayor parte del siglo XX, especialmente durante la era del Reino de Yugoslavia, la Segunda Guerra Mundial y las guerras yugoslavas de los años 1990.

## Historia

### Antecedentes
El concepto de una Gran Croacia tiene sus orígenes modernos en el llamado "Movimiento Ilirio", que fue una campaña cultural y política de tipo pan-eslava meridional con raíces en la Edad Moderna, y organizada por un grupo de jóvenes intelectuales croatas durante la primera mitad del siglo XIX. Aunque el surgimiento de este movimiento coincidió en el tiempo con el contexto nacionalista europeo, sobre todo surgió como una respuesta a las más poderosas agitaciones nacionalistas en el entonces Reino de Hungría, del cual Croacia formaba parte.
Los orígenes de este concepto se encuentran en los trabajos de Pavao Ritter Vitezović, entre finales del siglo XVII y principios del siglo XVIII. Vitezović fue el primer ideólogo del nacionalismo croata que llegó a proclamar que todos los eslavos eran croatas. Sus trabajos fueron empleados para legitimar el expansionismo del Imperio Habsburgo hacia el este y el sur con la reafirmación de sus derechos históricos para así poder reclamar la zona de Iliria. La "Iliria" proyectada como territorio eslavo por Vitezović eventualmente incorporaría no solo la mayor parte de la Europa suroriental, sino también otras partes de la Europa central como Hungría. Vitezović definía como territorio croata a la propia Iliria y todo el territorio poblado por eslavos, incluido todo el territorio situado entre los mares Adriático, Negro y Báltico.
Dado el gran tamaño del Reino de Hungría, las autoridades húngaras llevaron a cabo un proceso de magiarización sobre todos los territorios que constutían el país. Sin embargo, como reacción, Ljudevit Gaj lideró la creación de un movimiento "ilirio". Este movimiento tuvo como objetivo el establecimiento de una presencia nacional croata dentro de Austria-Hungría, a través de la unidad lingüística y étnica entre los eslavos del Sur. Esta fue el primero y más importante movimiento pan-eslavo de la historia croata.
Uno de los primeros defensores de esta corriente fue el político y aristócrata Janko Drašković. En 1832 presentó su Disertación a la Dieta conjunta húngaro-croata, en la cual visionaba una "Gran Iliria" que consistiría en todas las provincias del Imperio de los Habsburgo habitadas por los eslavos meridionales. Además de Drašković, el influyente obispo Josip Juraj Strossmayer, a pesar de que era un partidario de la Monarquía Habsburgo, no obstante apoyaba la unión del Reino de Dalmacia y de Croacia. Posteriormente, Strossmayer sería uno de los más firmes partidarios del establecimiento de una federación de todos los eslavos del sur, Yugoslavia.

### Estado Independiente de Croacia

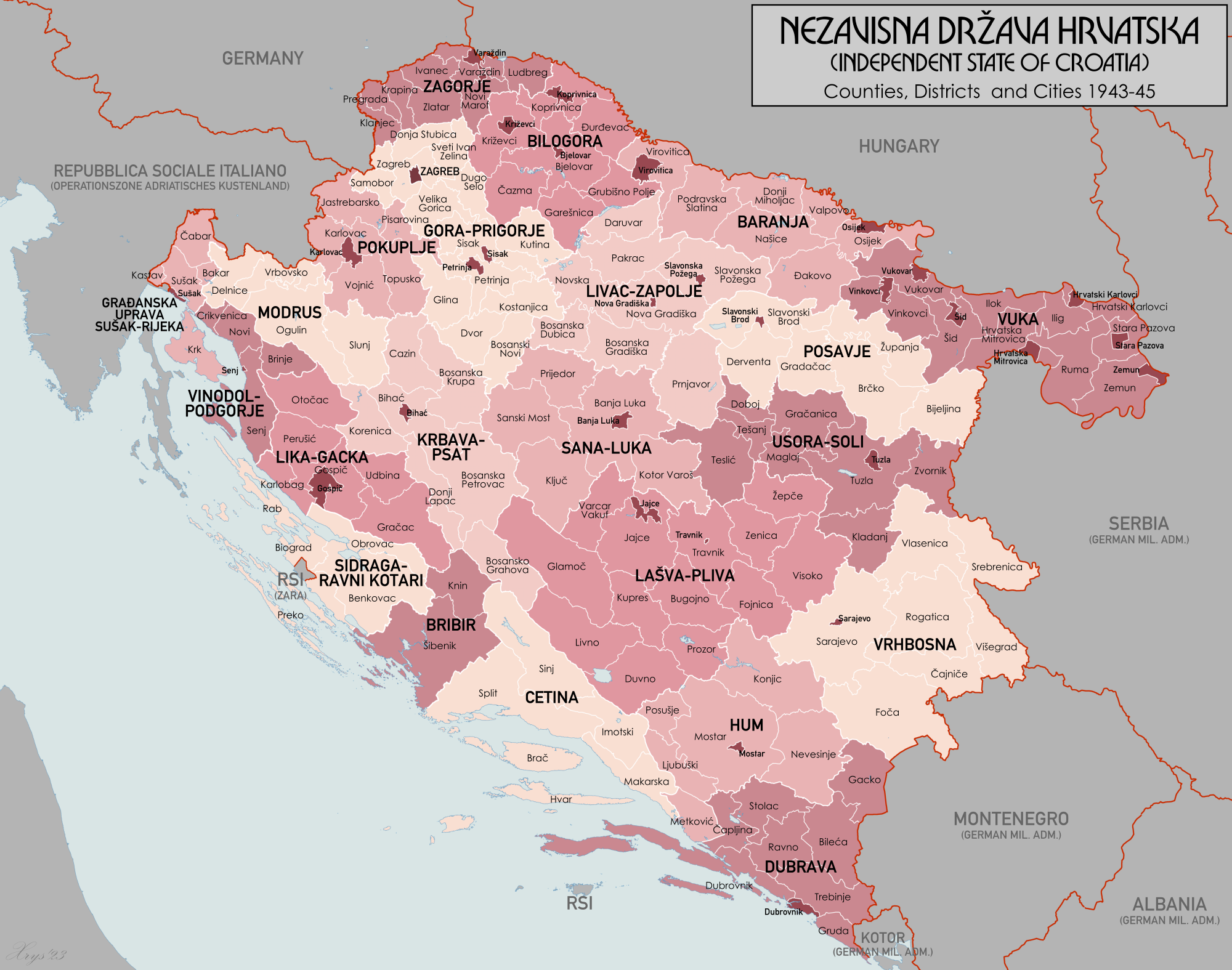
Distritos del Estado Independiente de Croacia en 1943.

El primer desarrollo contemporáneo de una Gran Croacia vino con el establecimiento del Estado Independiente de Croacia (en croata: Nezavisna Država Hrvatska NDH). Tras la ocupación de Yugoslavia por los poderes del Eje en 1941, Slavko Kvaternik, uno de los líderes Ustaše, proclamó el establecimiento de la NDH.
Los Ustaša, un movimiento fascista fundado en 1929 apoyaba la creación de una Gran Croacia que se extendiera desde el río Drina hasta las afueras de Belgrado. Ante Pavelić, el Poglavnik (caudillo) de los Ustaše, había estado en negociaciones con la Italia Fascista desde 1927. Estas negociaciones incluían el apoyo de Pavelić a la anexión italiana del territorio reclamado en Dalmacia a cambio del apoyo italiano para conseguir la independencia de Croacia. Además, Mussolini ofrecía a Pavelić el derecho de que Croacia se anexionara toda la Bosnia y Herzegovina. Pavelić se mostró favorable a estos acuerdos.
Sin embargo, el Estado Independiente de Croacia tuvo una soberanía limitada, ya que en la práctica se vio sometido al protectorado ejercido tanto por la Alemania nazi como por la Italia fascista. Además, la aceptación del régimen no fue unánime entre toda la población que quedó englobada dentro del nuevo estado (que incluía a serbios, bosnios musulmanes y/o judíos); apenas un 50% de la población era étnicamente croata, lo que conllevó numerosas operaciones de limpieza étnica por parte de los grupos Ustaše y sus aliados alemanes. El mayor campo de concentración en Croacia fue el campo de concentración de Jasenovac, donde la mayoría de víctimas fueron serbios. El gobierno de Zagreb también debió hacer frente a la resistencia armada de los partisanos comunistas que operaban dentro de su territorio, convirtiendo a Croacia en un gran campo de batalla. El estado croata se derrumbó finalmente con la retirada alemana del territorio en la primavera de 1945, casi hacia el final de la Segunda Guerra Mundial.

### Guerra de Bosnia
La utilización más reciente del término Gran Croacia durante los prolegómenos de la ruptura de Yugoslavia. Cuando la República multiétnica yugoslava de Bosnia y Herzegovina declaró de la independencia en 1992, los representantes políticos serbobosnios, que habían boicoteado el referéndum de independencia, organizaron su propio gobierno con el establecimiento de la República Srpska, al tiempo que sus fuerzas atacaron a la recién establecida República de Bosnia y Herzegovina.

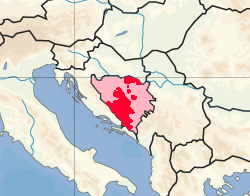
Territorios dominados por la República Croata de Herzeg-Bosnia.

La consiguiente guerra fue principalmente un conflicto territorial, inicialmente entre el Ejército de la República de Bosnia y Herzegovina, por un lado, y las fuerzas serbobosnias, por otro. Sin embargo, los croatas pronto empezaron a defender algunos territorios de Bosnia y Herzegovina más propiamente como croatas. Con el Acuerdo de Karađorđevo de 1991, firmado entre el presidente croata Franjo Tuđman y el presidente serbio Slobodan Milošević, y con el Acuerdo de Graz de 1992, los líderes políticos serbios y croatas acordaron la partición de Bosnia, lo que llevaría a que las fuerzas croatas también se enfrentaran con el Ejército de Bosnia y Herzegovina en la Guerra Croata-Bosnia. Durante este período se han documentado masacres y operaciones de limpieza étnica por parte de las fuerzas croatas sobre la población bosnia, con el objetivo de conseguir establecer una "Gran Croacia". Hay pruebas que señalan que estas operaciones se realizaron con conocimiento y consentimiento de las autoridades croatas de Zagreb, incluido el presidente Tuđman.
Las políticas de Croacia y Franjo Tuđman hacia Bosnia-Herzegovina nunca fueron totalmente transparentes y siempre incluyeron las intenciones de Tuđman de expandir las fronteras croatas. Después de la muerte de Tuđman, su sucesor, Stjepan Mesić, hizo públicos miles de documentos y grabaciones de audio en las que quedaban expuestos los planes de Tuđman con respecto a Bosnia. Las grabaciones revelaron que tanto Milosevic y Tuđman ignoraron las promesas de respetar la soberanía de Bosnia, incluso después de la firma de los acuerdos de Dayton.